# Rapport annuel sur les travaux de la société d'histoire naturelle de l'Île Maurice
Rapport annuel sur les travaux de la société d'histoire naturelle del'Île Maurice (abreviado Rapp. Annuel Trav. Soc. Hist. Nat. Ile Maurice) fue una revista científica con ilustraciones y descripciones botánicas que fue publicada en Port Louis desde 1830 hasta 1843. Fue reemplazada por Procés-verbaux de la Société d'Histoire Naturelle de¹l'Ile Maurice.